# Ion Zangor
Ion Zangor (ur. 5 czerwca 1938 w Azudze, zm. w 1973) – rumuński bobsleista, uczestnik Zimowych Igrzysk Olimpijskich w Sapporo.

## Igrzyska olimpijskie
Ion Zangor uczestniczył w jednych Zimowych Igrzyskach Olimpijskich w 1972 w japońskim Sapporo. Na tych Igrzyskach Olimpijskich uczestniczył zarówno w konkursie dwójek, jak i czwórek. W konkursie dwójek zajął 5. miejsce z Ionem Panțuru, przegrywając jedynie z Niemcami, Szwajcarami i Włochami. W konkursie czwórek, reprezentacja Rumunii w składzie Ion Panțuru, Ion Zangor, Dumitru Pascu i Dumitru Focșeneanu zajęła 10. miejsce.